# Perry Russo
 (mai 2021).
Si vous disposez d'ouvrages ou d'articles de référence ou si vous connaissez des sites web de qualité traitant du thème abordé ici, merci de compléter l'article en donnant les références utiles à sa vérifiabilité et en les liant à la section « Notes et références ».
Perry Russo (14 mai 1941-16 août 1995), vendeur d'assurances, est un des personnages liés à l'assassinat de John F. Kennedy. Il est notamment le témoin-clé de l'accusation dans le procès de Clay Shaw à La Nouvelle-Orléans en 1969.

## Biographie
Perry Raymond Russo est le fils de Francis Raymond Russo et de Mary Kimbrell (décédée en 1963). Il est vendeur d'assurances à Baton Rouge (Louisiane). À la fin de sa vie, il travaille comme chauffeur de taxi et meurt d'une attaque cardiaque en août 1995 à la Nouvelle-Orléans.

## Son témoignage dans le procès Shaw
Après la mort prématurée de David Ferrie, le 22 février 1967, Perry Russo adresse une lettre au bureau du procureur Jim Garrison, disant qu'il avait connu Ferrie et pouvait aider à l'enquête. Russo affirme que Ferrie lui avait parlé un mois avant l'assassinat de Kennedy en ces termes : « Nous allons le faire », et en une autre occasion : « Vous savez que nous pouvons obtenir Kennedy, si nous le voulons ».
Lors du procès de Clay Shaw, Russo a déclaré qu'il avait assisté à une fête dans l'appartement de David Ferrie, où étaient présents Lee Harvey Oswald, présenté sous le nom Leon Oswald, et Clem Bertrand, que Russo identifia dans la salle d'audience en tant que Clay Shaw. En cette occasion, les participants parlèrent de tuer le président Kennedy, et la conversation évoqua également des plans pour la « triangulation des tirs » et divers alibis pour les participants.
Perry Russo revint ensuite sur ses déclarations.